# Cousinia wesheni
Cousinia wesheni là một loài thực vật có hoa trong họ Cúc. Loài này được Post mô tả khoa học đầu tiên năm 1891.